# Каллак (кантон)
Калла́к (фр. Callac) — кантон во Франции, находится в регионе Бретань, департамент Кот-д’Армор. Входит в состав округа Генган.

## История
До 2015 года в состав кантона входили коммуны:
| Коммуна         | Население, чел. (1999) | Почтовый индекс | Код INSEE |
| --------------- | ---------------------- | --------------- | --------- |
| Бюлат-Пестивьен | 432                    | 22060           | 22023     |
| Дюот            | 356                    | 22160           | 22052     |
| Каланель        | 264                    | 22160           | 22024     |
| Каллак          | 2459                   | 22160           | 22025     |
| Карноэт         | 729                    | 22160           | 22031     |
| Лоюэк           | 259                    | 22160           | 22132     |
| Маэль-Пестивьен | 449                    | 22160           | 22138     |
| Плурах          | 370                    | 22160           | 22231     |
| Плюскеллек      | 521                    | 22160           | 22243     |
| Сен-Никодем     | 168                    | 22160           | 22320     |
| Сен-Серве       | 390                    | 22160           | 22328     |

В результате реформы 2015 года состав кантона изменился; в него вошли коммуны упраздненных кантонов Бель-Иль-ан-Тер, Бурбриак и Сен-Никола-дю-Пелем, а также две коммуны кантона Генган.

## Состав кантона с 22 марта 2015 года
В состав кантона входят коммуны (население по данным Национального института статистики Архивная копия от 17 января 2022 на Wayback Machine за 2019 г.):
- Бель-Иль-ан-Тер (1 026 чел.)
- Бурбриак (2 122 чел.)
- Бюлат-Пестивьен (421 чел.)
- Гюрюнюэль (407 чел.)
- Дюот (370 чел.)
- Каланель (227 чел.)
- Каллак (2 229 чел.)
- Карноэт (653 чел.)
- Керпер (269 чел.)
- Керьен (253 чел.)
- Коадут (582 чел.)
- Ла-Шапель-Нёв (386 чел.)
- Лок-Анвель (67 чел.)
- Лоюэк (252 чел.)
- Луаргат (2 329 чел.)
- Магоар (89 чел.)
- Маэль-Пестивьен (360 чел.)
- Мустерю (649 чел.)
- Плезиди (580 чел.)
- Плугонвер (731 чел.)
- Плурах (317 чел.)
- Плюскеллек (539 чел.)
- Пон-Мельве (611 чел.)
- Санвен-Леар (236 чел.)
- Сен-Никодем (168 чел.)
- Сен-Серве (408 чел.)
- Сент-Адриен (353 чел.)
- Трегламюс (1 074 чел.)

## Население
| 1962   | 1968   | 1975  | 1982  | 1990  | 1999  | 2006  | 2007  | 2016   |
| ------ | ------ | ----- | ----- | ----- | ----- | ----- | ----- | ------ |
| 11 213 | 10 198 | 8 937 | 7 781 | 6 932 | 6 397 | 6 281 | 6 227 | 18 022 |

## Политика
На президентских выборах 2022 г. жители кантона отдали в 1-м туре Марин Ле Пен 24,9 % голосов против 24,5 % у Эмманюэля Макрона и 21,9 % у Жана-Люка Меланшона; во 2-м туре в кантоне победил Макрон, получивший 55,1 % голосов. (2017 год. 1 тур: Эмманюэль Макрон – 25,1 %, Жан-Люк Меланшон – 24,7 %, Марин Ле Пен – 18,5 %, Франсуа Фийон – 13,6 %; 2 тур: Макрон – 64,9 %. 2012 год. 1 тур: Франсуа Олланд — 34,9 %, Николя Саркози — 17,6 %, Жан-Люк Меланшон — 17,3 %; 2 тур: Олланд — 66,9 %).
С 2021 года кантон в Совете департамента Кот-д’Армор представляют мэр коммуны Сен-Серве Кристиан Коай (Christian Coail) и член совета коммуны Бурбриак Беатрис Ле Кустер (Béatrice Le Couster) (оба — Социалистическая партия). 
|                | Кандидаты                       | Партия                   | Первый тур | Первый тур     | Второй тур | Второй тур |
| Кол-во голосов | Кандидаты                       | Партия                   | % голосов  | Кол-во голосов | % голосов  |            |
| -------------- | ------------------------------- | ------------------------ | ---------- | -------------- | ---------- | ---------- |
|                | Кристиан Коай Беатрис Ле Кустер | Левый блок               | 3 287      | 65,58          | 3 803      | 78,90      |
|                | Франсуаза Бийо Ноэль Люд        | Национальное объединение | 970        | 20,24          | 1 017      | 21,10      |
|                | Юрьель Ле Жан Жиль Рюмен        | Крайне левые             | 536        | 11,18          |            |            |

|                | Кандидаты                        | Партия                    | Первый тур | Первый тур |
| Кол-во голосов | Кандидаты                        | Партия                    | % голосов  |            |
| -------------- | -------------------------------- | ------------------------- | ---------- | ---------- |
|                | Клодин Гийу Кристиан Коай        | Левый блок                | 4 191      | 56,98      |
|                | Мартин Тизон Марк Эрве           | Союз за народное движение | 1 803      | 24,51      |
|                | Катрин Блен Аксель Де Ла Мардьер | Национальный фронт        | 1 361      | 18,50      |